# Bostrichiformia
Los bostriquiformes (Bostrichiformia)  son un infraorden de coleópteros polífagos.

## Taxonomía
Contiene dos superfamilias, Derodontoidea y Bostrichoidea, con las siguientes familias:
- Superfamilia Derodontoidea LeConte, 1861

Fam. Derodontidae LeConte, 1861
Subfam. Peltasticinae LeConte, 1861
Subfam. Derodontinae LeConte, 1861
Subfam. Laricobiinae Mulsant & Rey, 1863-64
- Superfamilia Bostrichoidea Latreille, 1802

Fam. Dermestidae Latreille, 1804
Subfam. Dermestinae Latreille, 1804
Subfam. Marioutinae Jacobson, 1913
Subfam. Thorictinae Agassiz, 1846
Subfam. Orphilinae LeConte, 1861
Subfam. Trinodinae Casey, 1900
Subfam. Thylodriinae Semenov-Tian-Shanskij, 1913
Subfam. Attegeninae Laporte, 1840
Subfam. Megatominae Leach, 1815
Fam. Endecatomidae LeConte, 1861
Fam. Bostrichidae Latreille, 1802
Subfam. Dysidinae Lesne, 1921
Subfam. Polycaoninae Lesne, 1896
Subfam. Bostrichinae Latreille, 1802
Subfam. Psoinae Blanchard, 1851
Subfam. Dinoderinae C. G. Thomson, 1863
Subfam. Lyctinae Billberg, 1820
Subfam. Euderiinae Lesne, 1934
Fam. Ptinidae Fleming, 1821
Subfam. Eucradinae LeConte, 1861 (=Hedobiinae)
Subfam. Ptininae Latreille, 1802
Subfam. Dryophilinae LeConte, 1861
Subfam. Ernobiinae Pic, 1912
Subfam. Anobiinae Fleming, 1821
Subfam. Ptilininae Schuckard, 1840
Subfam. Alvarenganiellinae Viana & Martínez, 1971
Subfam. Xyletininae Gistel, 1856
Subfam. Dorcatominae C. G. Thomson, 1859
Subfam. Mesocoelopodinae Mulsant & Rey, 1864
Fam. Jacobsonidae Heller, 1926